# Walter Wolman
Walter Wolman (* 20. Januar 1901 in Elberfeld; † 3. November 2003 in Buchenbach bei Freiburg im Breisgau) war ein deutscher Nachrichtentechniker.

## Leben

### Familie und Ausbildung
Walter Wolman war der Sohn des Chemikers Dr. Ludwig Wolman und legte 1919 das Abitur am Reform-Realprogymnasium mit Realschule in Opladen ab. Nach einem daran anschließenden einjährigen Praktikum in der Maschinenbauabteilung des Kabelwerkes in Felten und Köln-Mülheim, wandte Wolman sich seit 1921 dem Studium der Elektrotechnik an der Technischen Hochschule Darmstadt zu, 1925 erwarb er sein Diplom. 1927 erfolgte an der Rheinisch-Westfälischen Technischen Hochschule Aachen die Promotion zum Dr.-Ing. Walter Wolman vermählte sich im Jahr 1929 mit Lisbet geborene Hoffmann. Dieser Verbindung entstammten vier Kinder namens Marei, Georg, Christof und Friedgart. Wolman war Mitglied der Christengemeinschaft.

### Berufliche Laufbahn
Wolman trat 1925 eine Forschungsassistentenstelle am Elektrotechnischen Institut der Rheinisch-Westfälischen Technischen Hochschule Aachen an. Nach seiner Promotion war Walter Wolman als Entwicklungsingenieur für Elektroakustik, seit 1931 als Gruppenleiter mehrerer nachrichtentechnischer Laboratorien der Siemens & Halske AG am Standort Berlin angestellt. 1938 folgte er einem Ruf auf die außerordentliche Professur für Fernmeldeanlagen sowie Technische Akustik an der Technischen Hochschule Dresden. In dieser Funktion entwickelte er ein Verfahren zur Messung der Geschwindigkeit von Flugkörpern nach dem Dopplerprinzip. Zusätzlich wirkte er an Forschungsprojekten zur Telemetrie sowie Fernsteuerung für die Heeresversuchsanstalt Peenemünde mit, 1940 wurde ihm die Leitung des „Vorhabens Peenemünde“ an der Technischen Hochschule Dresden übertragen (an der Seite von Wernher von Braun). Nach dem Zweiten Weltkrieg lehrte Wolman seit dem Wintersemester 1946/47 an der Technischen Hochschule Stuttgart, dort wurde er 1948 zum ordentlichen Professor für Fernmeldeanlagen und Direktor des neugeschaffenen Instituts für Fernmeldeanlagen ernannt. Der 1966 Emeritierte setzte seine Lehrtätigkeit bis 1977 fort.

## Publikationen
- Über ein Verfahren der Eisenprüfung mit dem magnetischen Spannungsmesser : Messungen an Eiseneinkristallen, Dissertation, TH Aachen, 1927, Springer, Berlin, 1928.
- Frequenzgang des Wirbelstromeinflusses bei Übertragerblechen, 1929.
- zusammen mit Richard Feldtkeller: Untersuchungen über fastlineare Netze. In: Telegraphie- und Fernsprech-Technik 20. Vieweg & Sohn, Braunschweig, 1931.